# Georg Knöpfle
Georg Knöpfle (Schramberg, 16 aprile 1904 – 14 dicembre 1987) è stato un calciatore tedesco, di ruolo centrocampista.

## Palmarès

### Allenatore

#### Competizioni regionali
- Gauliga Niedersachsen: 2 [1]

Eintracht Braunschweig: 1943, 1944

#### Competizioni nazionali
- Campionato tedesco: 1

Colonia: 1963-1964
- Coppa di Germania: 1

Werder Brema: 1960-1961

#### Competizioni internazionali
- Coppa Piano Karl Rappan: 1

Amburgo: 1970